# Phil Miller
Phil Miller, rodným jménem Philip Adam Miller (22. ledna 1949 Barnet, Hertfordshire, Anglie — 18. října 2017) byl britský kytarista.
Byl členem několika skupin Canterburské scény; začínal u Delivery a postupně prošel skupinami Matching Mole (1971-1972), Hatfield and the North (1974-1975), National Health (1975-1982) a od roku 1982 působil ve vlastní skupině In Cahoots. V roce 1981 nahrál společné album s Trevorem Tomkinsem, Richardem Sinclairem a Alanem Gowenem nazvané Before a Word Is Said. Spolupracoval také například s Markem Hewinsem, Geoffem Leighem nebo Barbarou Gaskin.
Jeho bratrem je hráč na klávesové nástroje Steve Miller.